# Dagmar Borchers
Dagmar Borchers (* 21. April 1965 in Bremen) ist eine deutsche Philosophin und Hochschullehrerin.

## Biografie
Borchers studierte an der Universität München, der Universität Hamburg und der Universität Bremen Theaterwissenschaften, Sprach- und Literaturwissenschaften sowie Philosophie. Sie schloss ihr Studium 1995 mit einer Arbeit über Heidegger und die Analytische Philosophie ab. Anschließend war sie von 1996 bis 2001 als Wissenschaftliche Mitarbeiterin und von 2001 bis 2004 als Wissenschaftliche Assistentin am Institut für Philosophie der Universität Bayreuth bei Rainer Hegselmann tätig. Dabei promovierte sie 2000 mit einer Arbeit zur kritischen Analyse der modernen Tugendethik. Von 2004 bis 2009 war sie Juniorprofessorin für Angewandte Philosophie an der Universität Bremen und von 2007 bis 2008 Vertretungsprofessorin für Praktische Philosophie am Institut für Philosophie der Universität Hamburg. 2008 folgte ihre Habilitation bei Rainer Hegselmann und Hartmut Kliemt mit einer Arbeit zur Ausstiegsoption in der Multikulturalismusdebatte des Politischen Liberalismus an der Universität Bayreuth. Seit 2009 ist sie Professorin für Angewandte Philosophie an der Universität Bremen. Sie leitet den Studiengang „Komplexes Entscheiden“.

### Schwerpunkte
Borchers Forschungsschwerpunkte liegen in der Angewandten Ethik (dort insbesondere Bioethik, Medizinethik, Tierethik, Neuroethik und Verwaltungsethik), der Politische Philosophie (dort insbesondere Liberalismus, Minderheitenrechte und internationale Gerechtigkeit), der Ethik (dort insbesondere Kritik der modernen Tugendethik sowie ethische Aspekte in komplexen Entscheidungen) sowie der Wissenschaftstheorie (dort insbesondere Gütekriterien normativer und deskriptiver Theorien).
Aktuell forscht sie unter anderem zur philosophischen Relevanz der Ausstiegsoption im liberalen Rechtsstaat, zu Dissens unter Moralexperten, zu Konzeption einer „Kultur des Dissenses“, zur Gerechtigkeit im Kontext der Energiewende sowie zu ausgewählten Aspekten der Tier- und Tierversuchsethik.

## Publikationen (Auswahl)

### Monografien
- Die neue Tugendethik. Schritt zurück im Zorn? Mentis, Paderborn 2001, ISBN 978-3-89785-147-4 (377 S.).
- Der große Graben. Heidegger und die Analytische Philosophie. Peter Lang, Frankfurt am Main 1997, ISBN 978-3-631-31869-0 (161 S.).

### Herausgaben
- mit Jörg Luy: Der ethisch vertretbare Tierversuch. Kriterien und Grenzen. Mentis, Paderborn 2009, ISBN 978-3-89785-668-4 (309 S.).
- mit Olaf Brill und Uwe Czaniera: Einladung zum Denken. Ein kleiner Streifzug durch die Analytische Philosophie. 14 Gespräche mit Philosophen. Hölder-Pichler-Tempsky, Wien 1998, ISBN 978-3-209-02459-6 (267 S.).

### Beiträge in Sammelbänden
- Superman der Moral? Zur Frage der moralischen Exzellenz des Ethikers. In: Christoph Ammann, Barbara Bleisch und Anna Goppel (Hrsg.): Zur Moral der Ethiker. Campus, Frankfurt am Main 2011, ISBN 978-3-593-39613-2, S. 161–176.
- mit Heinz-Peter Preusser: Terrorismus im Film. Zu Begriff, Ethik und Ästhetik politischer Gewalttaten. In: Franz-Josef Deiters, Axel Fliethmann, Birgit Lang, Alison Lewis und Christiane Weller (Hrsg.): Terror und Form. Rombach, Freiburg 2011, ISBN 978-3-7930-9667-2, S. 29–62.
- „Ich mach mir die Welt, wie sie mir gefällt…“. Das identitätslinke Kultur- und Identitätsverständnis als Kern eines anti-liberalen Projekts. In: Sandra Kostner (Hrsg.): Identitätslinke Läuterungsagenda. Eine Debatte und ihre Folgen für Migrationsgesellschaften. Stuttgart 2019, S. 89–124.

### Artikel in Fachzeitschriften
- Neuroenhancement. In: Information Philosophie. Band 4, 2008, ISSN 1434-5250, S. 46–51.
- Rechte für kulturelle Minderheiten. Ein Stolperstein für den Liberalismus? In: Aufklärung und Kritik. Band 7, 2003, ISSN 0945-6627, S. 68–83.